# قطقاط أسود الرأس
قطقاط أسود الرأس (الاسم العلمي: Hoplopterus  tectus) (بالإنجليزية: Black-headed  Lapwing) هو طائر ينتمي إلى (فصيلة: Charadriidae).